# تومي هوتون
تومي هوتون (بالإنجليزية: Tommy Hutton)‏ هو لاعب كرة قاعدة أمريكي، ولد في 20 أبريل 1946 في لوس أنجلوس في الولايات المتحدة.

## وصلات خارجية
- تومي هوتون على موقع دوري كرة القاعدة الرئيسي (الإنجليزية)
- تومي هوتون على موقعبيزبول رفرنس.كوم (الدوري الرئيسي) (الإنجليزية)
- تومي هوتون على موقعبيزبول رفرنس.كوم (الدوري الثانوي) (الإنجليزية)
- تومي هوتون على موقع إي إس بي إن.كوم (أم.أل.بي) (الإنجليزية)
- تومي هوتون على موقع مشجعي الرسوم البيانية (الإنجليزية)